# Alpenverein Südtirol
Alpenverein Südtirol (akronim AVS) – najważniejsze stowarzyszenie niemiecko- i ladyńsko-języcznej ludności Południowego Tyrolu o charakterze alpinistycznym i turystycznym, istniejące oficjalnie od 1946 roku, o korzeniach sięgających II połowy XIX wieku.
Alpenverein Südtirol posiada ponad 57 421 tysięcy członków (dane na dzień 30 września 2011) skupionych w 32 oddziałach oraz 58 sekcjach lokalnych. Siedzibą centrali organizacji jest miasto Bozen w Południowym Tyrolu. Oficjalnymi językami organizacji są: niemiecki i ladyński.
Alpenverein Südtirol jest członkiem UIAA oraz ARC. Posiadanie jego ważnej legitymacji uprawnia do uzyskania zniżek za noclegi w alpejskich schroniskach będących własnością Österreichischer Alpenverein (ÖAV), Deutscher Alpenverein (DAV), Club Alpino Italiano (CAI), Club Alpin Suisse (CAS), Club Alpin Français (CAF) oraz kilku innych, mniejszych organizacji alpinistycznych.

## Zadania i cele
Oprócz zadań typowo górskich, jak utrzymywanie i remontowanie schronisk, konserwacja szlaków, organizacja wycieczek górskich, szkolenie i egzaminowanie przewodników Alpenverein Südtirol podtrzymuje i promuje kulturę i sztukę alpejską oraz języki, tradycje i obyczaje panujące w Południowym Tyrolu. Realizacja potrzeb i celów kulturalnych AVS prowadzona jest poprzez:
- Prowadzenie Muzeum Alpejskiego,
- Gromadzenie i udostępnianie zbiorów Biblioteki Alpejskiej,
- Prowadzenie Archiwum Górskiego,
- Publikowanie własnych opracowań dotyczących terenów górskich,
- Organizowanie wystaw, wykładów i spotkań,
- Organizowanie masowych spotkań i imprez o charakterze kulturalnym.

## Historia
Przed I wojną światową pochodzący z Południowego Tyrolu turyści i alpiniści skupieni byli w oddziałach i sekcjach Deutscher und Österreichischer Alpenverein (DuÖAV). Pierwsze południowotyrolskie oddziały tej organizacji powstały w Bozen oraz w miasteczku Niederdorf w dolinie Pustertal w roku 1869. W 1910 roku istniało już 15 oddziałów DuÖAV na terenie Południowego Tyrolu. Oddziały te zainicjowały budowę 19 schronisk górskich, wyznakowały setki szlaków oraz prowadziły szkolenie przewodników.
Po I wojnie światowej, w wyniku Traktatu w San Germain cały Południowy Tyrol znalazł się w granicach Włoch. Po dojściu faszystów do władzy nastąpiła intensywna italianizacja Południowego Tyrolu. Zlikwidowano wówczas w 1923 roku oddziały DuÖAV w drodze administracyjnej, a ich majątek (w tym schroniska górskie) przekazano włoskiemu Club Alpino Italiano.
Pod koniec 1945 roku władze alianckie sprawujące tymczasową administrację na Włochami zezwoliły na powstanie stowarzyszenia górskiego skupiającego niemiecką i ladyńską ludność Południowego Tyrolu. Jednakże sprawy organizacyjne przeciągnęły się około pół roku. Oficjalne spotkanie organizacyjne, na którym utworzono Alpenverein Südtirol odbyło się 14 czerwca w Bozen.
Mimo oficjalnego zezwolenia na istnienie demokratyczne już władze włoskie niechętnie patrzyły na AVS, traktując go niekiedy jako organizację podejrzaną. Nie zwrócono też dawnego majątku AVS przejętego przez CAI.
Po wprowadzeniu w życie Statutu Autonomicznego Prowincji Bozen zwanego krótko Pakietem i wprowadzeniu w Południowym Tyrolu pełnej dwujęzyczności, a w pewnych gminach nawet trójęzyczności AVS zaczął odzyskiwać niewielką część majątku dawnego DuÖAV. Obecnie od wielu lat toczy się sprawa związana z rewindykacją ważnego schroniska Payer Hütte pod Ortlerem.
Na przełomie XX i XXI wieku Alpenverein Südtirol rozpoczął proces digitalizacji szlaków górskich istniejących w Południowym Tyrolu. Od 2007 roku wszystkie szlaki są dostępne w systemie GPS.

## Oddziały AVS
- Centrala Bozen
- Oddział Ahrntal
- Oddział Brixen
- Oddział Bruneck
- Oddział Drei Zinnen
- Oddział Etschtal
- Oddział Gröden
- Oddział Hochpustertal
- Oddział Innerulten
- Oddział Kaltern
- Oddział Klausen
- Oddział Laas
- Oddział Lana
- Oddział Latsch
- Oddział Mals
- Oddział Martell
- Oddział Meran
- Oddział Olang
- Oddział Passeier
- Oddział Prad
- Oddział Sand In Taufers
- Oddział Schlanders
- Oddział Schlern
- Oddział St. Martin
- Oddział St. Pankraz
- Oddział St. Pauls
- Oddział Sterzing
- Oddział Ulten
- Oddział Unterland
- Oddział Untervinschgau
- Oddział Villnöss
- Oddział Welschnofen

## Literatura
- Boensch A., et al., (1969): Festschrift zur Hundertjahrfeier der Sektion Bozen im Alpenverein 1869-1969, Verlag der Sektion Bozen im Alpenverein, Bozen.
- Boensch A., et al., (1970): 100 Jahre Sektion Meran im Alpenverein 1870-1970, Poetzelberger, Meran.
- AVS, (1975): Bergsteigen und Wandern um Brixen. Festschrift zur Hundertjahrfeier der Sektion Brixen im Alpenverein 1875-1975, Athesia, Bozen.
- Mengin R., (2001): Die Anfänge des deutschen und österreichischen Alpenvereins in Süd- und Welschtirol – eine Vereinsgeschichte am Beispiel der Sektionen Bozen, Meran und Trient im Vergleich von 1869 bis 1920, Universität Innsbruck, Innsbruck.
- Kammerer H., (2009): Schutzhütten in Südtirol: Schutzhütten des Alpenvereins Südtirol „AVS”, Club Alpino Italiano „CAI” und private Schutzhütten, Tappeiner, Lana.
- DAV, ÖAV, AVS, et al., (2001): Berg heil! – Alpenverein und Bergsteigen 1918-1945, Böhlau, Köln – Wien.